# المجالس المحلية في إيران
المجالس الإسلامية (الفارسية: شوراهای اسلامی)، كانت تُعرف سابقًا باسم الجمعيات الإقليمية هي مجالس محلية يتم انتخابها عن طريق التصويت العام في جميع المدن والقرى في جميع أنحاء إيران. يتم انتخاب أعضاء المجلس في كل مدينة أو قرية عن طريق التصويت العام المباشر لمدة أربع سنوات.
وفقًا للمادة 7 من الدستور الإيراني، فإن هذه المجالس المحلية مع مجلس الشورى (البرلمان) هي"أجهزة صنع القرار والإدارة في الدولة".
وتتولى المجالس انتخاب رؤساء البلديات، والإشراف على أنشطة البلديات، ودراسة الاحتياجات الاجتماعية والثقافية والتعليمية والصحية والاقتصادية والرفاهية لدوائرها الانتخابية، وتخطيط وتنسيق المشاركة الوطنية في تنفيذ الشؤون الاجتماعية والاقتصادية والبناءة والثقافية والتعليمية وغيرها من الشؤون الرفاهية.

## مجالس المدن
| مدينة  | المقاعد |
| ------ | ------- |
| طهران  | 21      |
| مشهد   | 15      |
| أصفهان | 13      |
| شيراز  | 13      |
| تبريز  | 13      |